# 3G Capital
3G Capital ist eine brasilianisch-amerikanische Private-Equity- und Investmentfirma, die 2004 von Jorge Paulo Lemann, Marcel Herrmann Telles, Carlos Alberto Sicupira, Alexandre Behring und Roberto Thompson gegründet wurde. Geschäftsführender Partner ist Alexandre Behring.
2008 war 3G Capital an der Übernahme von Anheuser-Busch durch InBev (Verschmelzung zu Anheuser-Busch InBev) beteiligt. 2010 übernahm das Unternehmen Burger King und hält seit 2013 einen Anteil von 50 % an dessen neuer Muttergesellschaft Restaurant Brands International. 2014 wurde zusammen mit Berkshire Hathaway H. J. Heinz übernommen und 2015 mit Kraft Foods zur The Kraft Heinz Company fusioniert. Restaurant Brands International hat seit der ersten Übernahme von Burger King im Jahr 2010 etwa 19 Milliarden Dollar gewonnen. Laut der Financial Times ist dies eines der profitabelsten Geschäfte, die jemals von einer einzelnen Private-Equity-Firma getätigt wurden.
Im Februar 2022 erwarb 3G Capital Hunter Douglas, einen börsennotierten niederländischen Hersteller von Fensterjalousien und -abdeckungen, der von der Familie Sonnenberg gegründet und kontrolliert wurde. 3G Capital erwarb 75 Prozent der Anteile an Hunter Douglas, wobei die Gründerfamilie 25 Prozent der Anteile behielt. João Castro-Neves, ein Senior-Partner bei 3G Capital, wurde als nächster Chief Executive Officer von Hunter Douglas bekannt gegeben.
Im Mai 2025 erweiterte 3G Capital sein Portfolio um den Schuhhersteller Skechers. Gründer und Chef Robert Greenberg soll Skechers auch nach dem geplanten Rückzug von der Börse weiterführen, teilten die Unternehmen mit.

## Portfolio
- Anheuser-Busch InBev
  - Anheuser-Busch Companies
  - Inbev
  - Ambev
  - SABMiller
  - Grupo Modelo
- Hunter Douglas
- The Kraft Heinz Company
  - Kraft Foods Group
  - H. J. Heinz Company
- Restaurant Brands International
  - Burger King
  - Tim Hortons
  - Popeyes Louisiana Kitchen
  - Firehouse Subs